# Donji Krupac
Donji Krupac (cyr. Доњи Крупац) – wieś w Serbii, w okręgu niszawskim, w gminie Aleksinac. W 2011 roku liczyła 286 mieszkańców.